# Municipio de Faison
El municipio de Faison (en inglés: Faison Township) es un municipio ubicado en el  condado de Duplin en el estado estadounidense de Carolina del Norte. En el año 2010 tenía una población de 4.489 habitantes.

## Geografía
El municipio de Faison se encuentra ubicado en las coordenadas 35°7′20.37″N 78°7′11.19″O / 35.1223250, -78.1197750.